# Lathyrus woronowii
Lathyrus woronowii är en ärtväxtart som beskrevs av Joseph Friedrich Nicolaus Bornmüller. Lathyrus woronowii ingår i släktet vialer, och familjen ärtväxter. Inga underarter finns listade i Catalogue of Life.